# Guardian Media Group
Guardian Media Group plc (GMG) è un conglomerato mediatico britannico che possiede due delle principali testate giornalistiche del Paese, The Guardian e The Observer. A sua volta esso è posseduto dalla Scott Trust Limited, che esiste per assicurare un'indipendenza editoriale e finanziaria permanenti del The Guardian.